# Горькое (озеро, Новичихинский район)
Горькое — горько-солёное озеро в системе озёр Барнаульского ленточного бора, расположенное в Новичихинском районе Алтайского края.

## Описание
Площадь озера — 75,1 км², площадь его водосборного бассейна — 961 км². Расположено на равнине на абсолютной высоте около 216,3 метра над уровнем моря. Длина озера около 25 км, максимальная ширина — около 3,8 км. Горькое — солёное озеро, однако ранее оно было пресным и в нём обитала рыба.
На западном берегу озера расположено село Мельниково, вдоль юго-восточного берега протянулся ленточный бор.
Код водного объекта — 13010200311115200000331.

## Статус
Озеро с прилегающей территорией (всего 14 799,9 га) обладает статусом памятника природы краевого значения с 2015 года, в связи с чем имеется широкий перечень запрещённых видов деятельности на данной территории.

## Рекреационное значение
Озеро ценится своими целебными грязями и песчаными пляжами. Летом вода в озере хорошо прогревается, поэтому озеро Горькое — популярное место для отдыхающих.
На берегу расположено несколько зон отдыха, одна из них — «Сикачи», которая расположена в 18 км от райцентра — села Новичиха.
Также озеро используется для кайтсёрфинга.
Начиная с 2017 года в результате сильных паводков берега озера затоплены, базы отдыха в настоящее время не функционируют, инфраструктура разрушена.

## Галерея

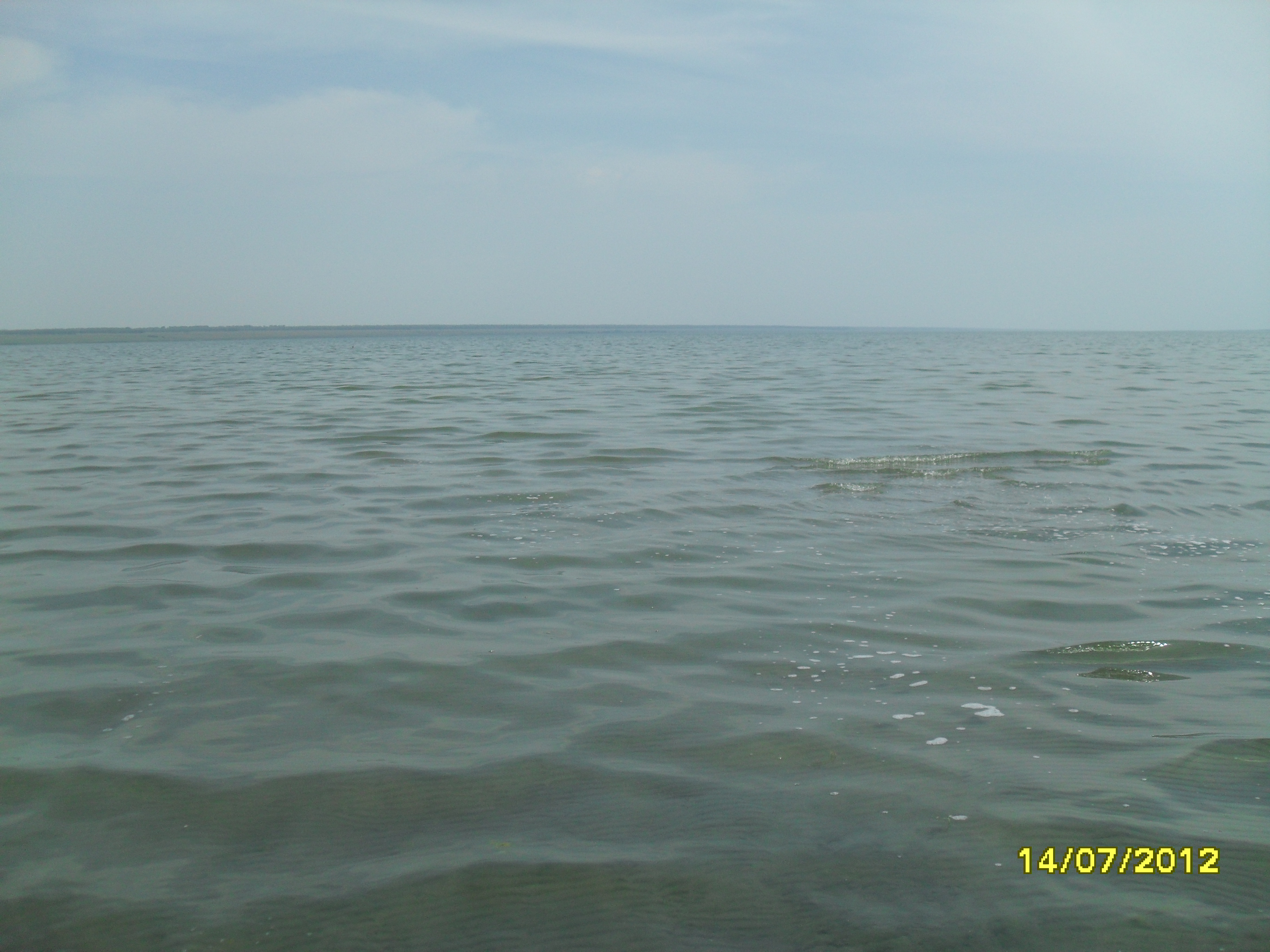
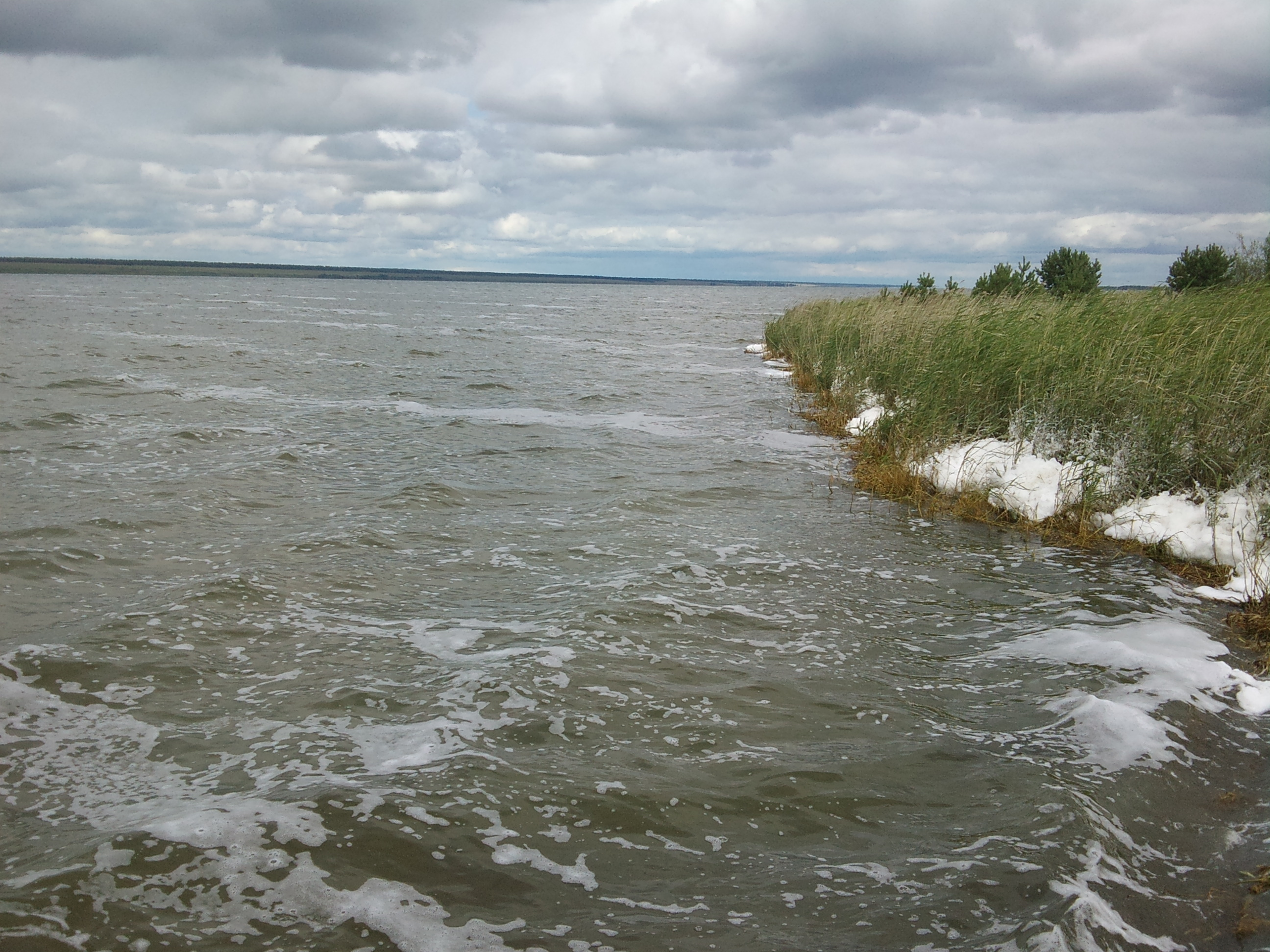
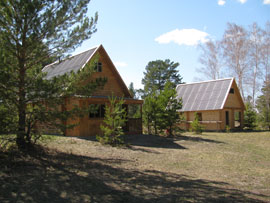
Зона отдыха «Сикачи»
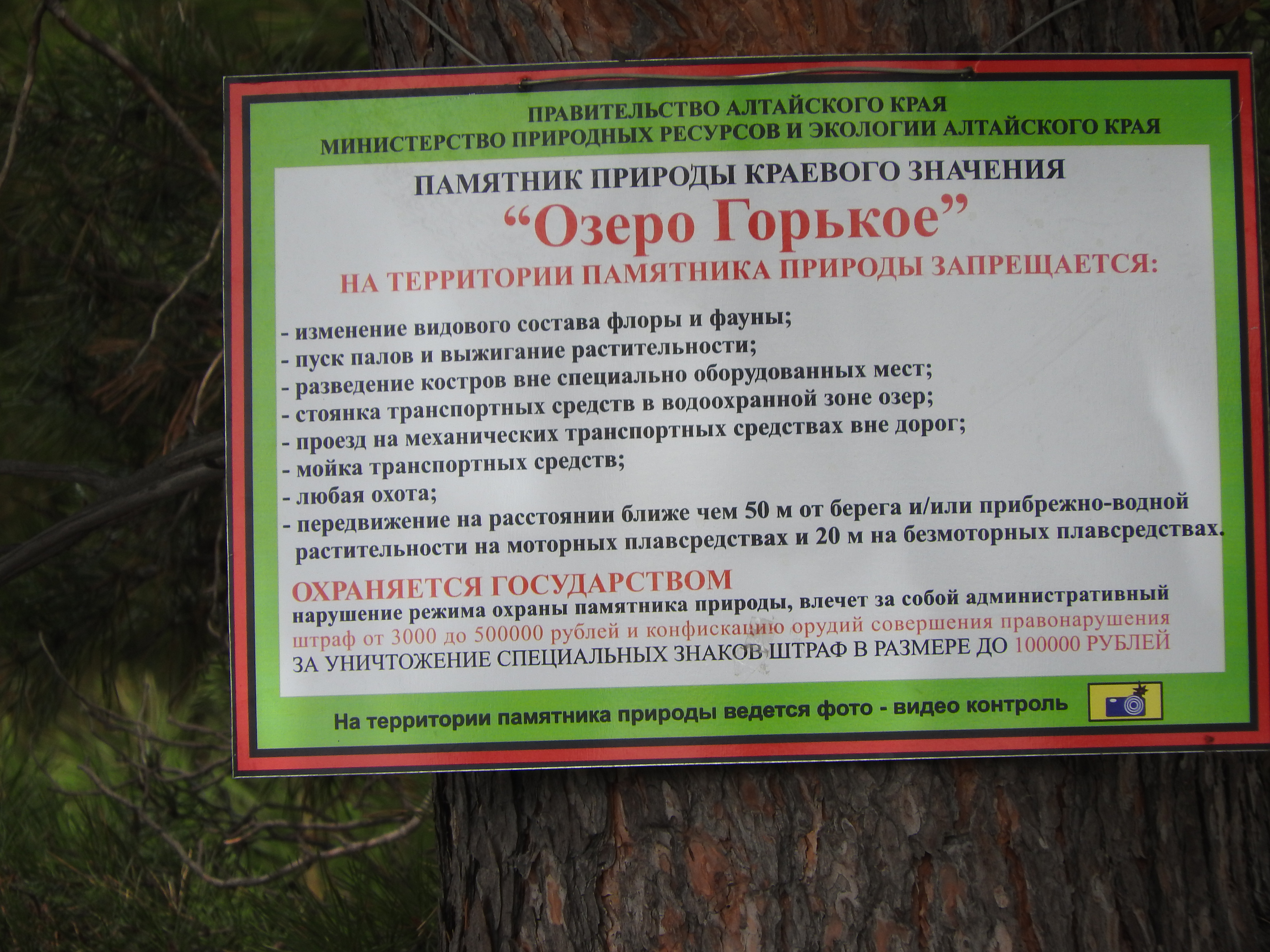
Предупреждающая табличка
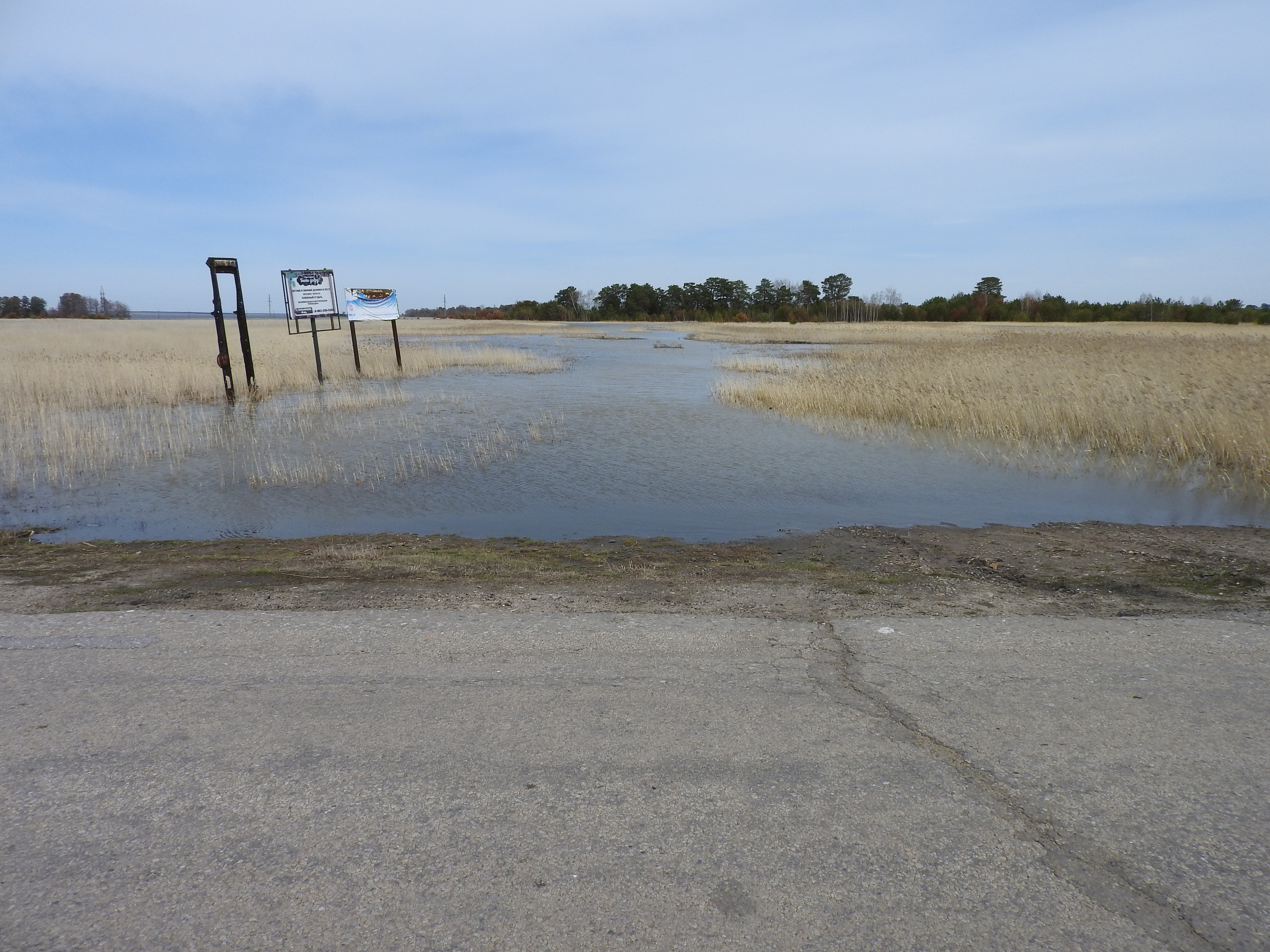
Затопленная дорога, ведущая к базам отдыха на Горьком